# Školjić-Stari grad
Školjić-Stari grad, (olaszul: Scoglietto-Città Vecchia) Fiume városrésze Horvátországban, Tengermellék-Hegyvidék megyében. A Stari grad (óváros) a város történelmi belvárosa, itt volt az ókori római település Tarsatica, ahonnan a modern Fiume kialakult. A kerületben a város legrégebbi épületei vannak.

## Fekvése
Fiume központi részén található. Területe délnyugati - északkeleti irányban terül el Fiume középső részén, a Rječina folyó nyugati partja mentén. Délen Luka, nyugaton Brajda-Dolac, északnyugaton Kozala, északon Brašćine-Pulac és keleten pedig a Rječina képezi természetes határát Centar-Sušak városrész felé.

## Története
A „školjić” szó jelentése „szigetecske”. Ezt a nevet a középkor óta használják. Az elnevezés onnan ered, hogy a tenger korábban eljutott a mai Školjić területére, és a mai kerület helyén volt egy szigetecske. A város növekedésével egyre nagyobb lett szárazföld és a partvonal fokozatosan elmozdult nyugat felé. A lecsapolt területet azonban továbbra is Školjićnak nevezték. A kerület nevéhez 2017. december 21-én adták hozzá a Stari grad, azaz óváros nevet annak hangsúlyozására, hogy az óváros nagy része a kerület területére esik.

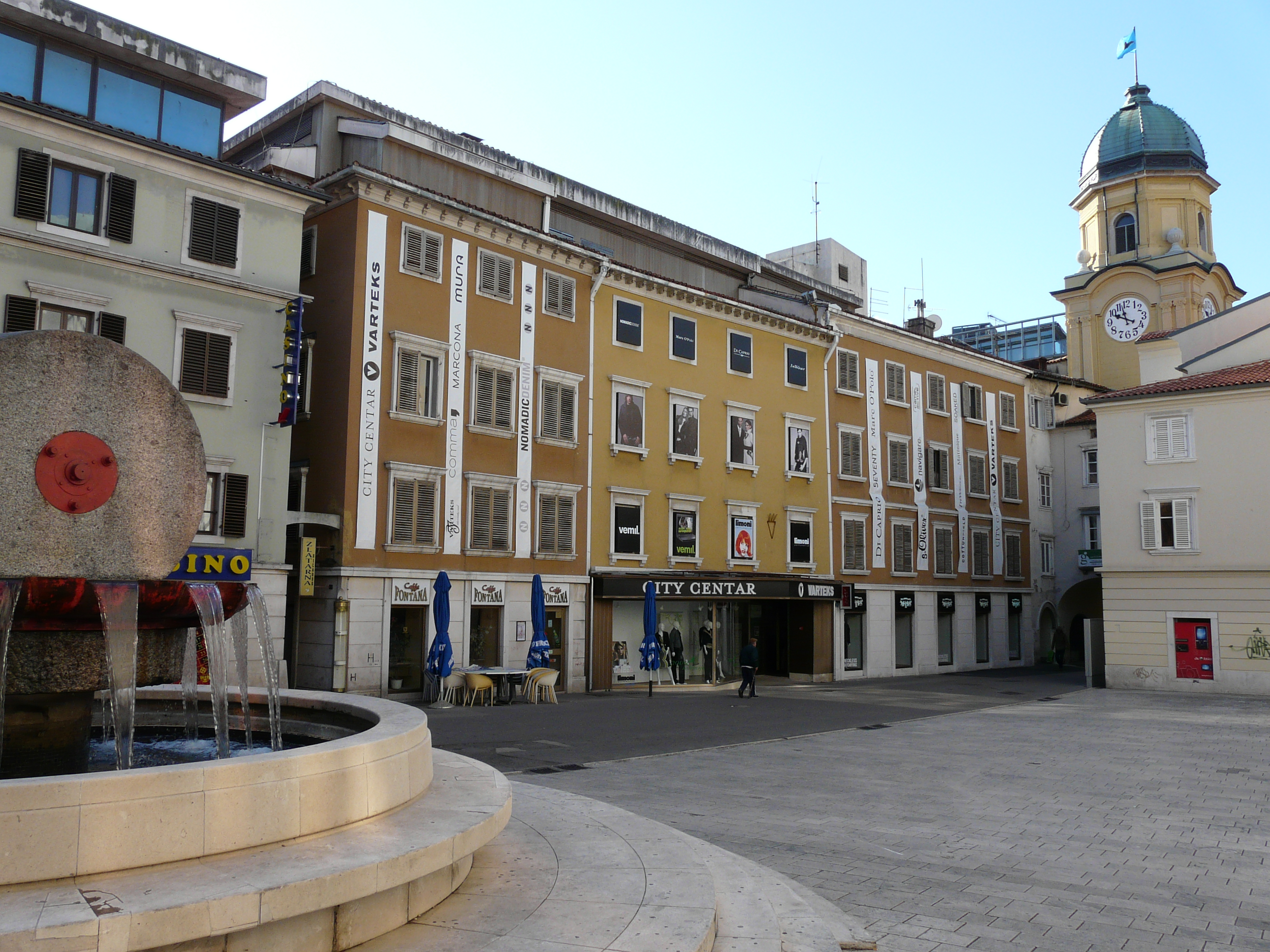
Az Ivan Kobler tér

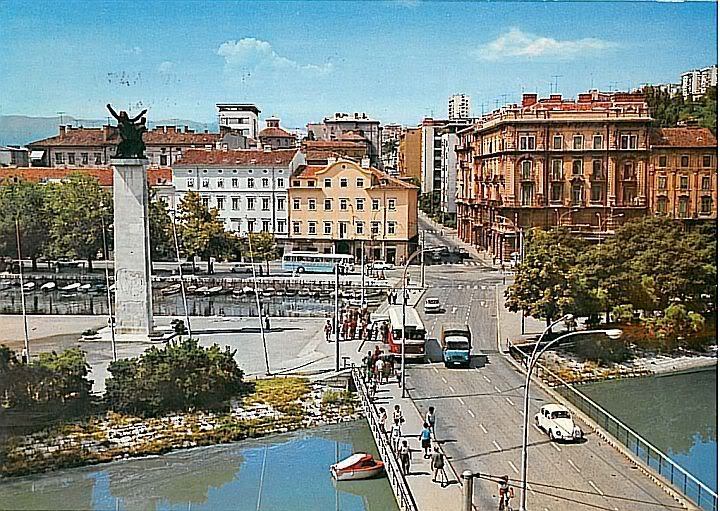
A Via Roma, mely elválasztja Školjićot (balra) a Stari gradtól (jobbra)

## Nevezetességei
- Principia Régészeti Park
- Ókapu
- Boldogságos Szűz Mária templom
- Ivan Koblers tér
- Igazságügyi palota
- Városháza palota
- Palac Komuna
- Szent Fábián és Sebestyén templom
- Szent Hieronymus templom
- Szent Vitus székesegyház